# Rectoria (Llucmajor)
La Rectoria de Llucmajor és un edifici emblemàtic en estil barroc de Mallorca, al carrer del Lloc Sagrat, al costat de l'església parroquial de Sant Miquel. És un bell exemple de les grans cases senyorials del segle xviii, i encara té la funció original de rectoria.

## Exterior
És un edifici de tres plantes amb façana de marès i un portal de mig punt a la façana principal. La façana esquerra adossada a l'església abraça l'absis; a la façana principal, de pedres de marès adobades, hi ha un portal de mig punt i llindar de pedra viva. Té un escut d'armes al balcó. Té quatre finestres, les de la part esquerra més baixes que les de la dreta. A la dreta del balcó hi ha un rellotge de sol. La façana lateral dreta confronta amb l'edifici de l'antic mercat municipal. Es bastí en diversos períodes, de manera que s'hi poden observar els passos seguits en la construcció: a l'esquerra hi ha peces molt ben obrades amb mescla d'argamassa, a l'altre tros hi ha retalls de marès, amb un finestró cegat fet amb peces obrades i a la seva dreta un altre finestró amb les mateixes característiques. A la cambra alta hi ha una finestra on es pot veure el forat del jai de la corriola. La cantonada dreta de les façanes està construïda amb blocs de marès obrats i té una gran pedra que sobresurt col·locada a la part inferior, com escopidor. A la façana lateral dreta hi ha un reforç per aguantar el pes de les parets dels aiguavessos. A la part posterior, més moderna, hi ha la portassa amb portal d'arc rebaixat amb dos escopidors i un finestró i a l'esquerra del portal un finestró amb esplandit més gros i una gàrgola. Sobre la finestra de la portassa i en el pis noble hi ha unes altres finestres que antigament devien ser balconeres. La part moderna té teulat i l'altra teulada.

## Interior
L'entrada és empedrada, formant trams quadrats dividits en diagonals per còdols i el seu interior és omplert amb pedretes vives de diferents colors. L'entrada té tres aiguavessos, en el primer hi ha lateralment dos portals per accedir a estances, el segon, més ample que l'anterior, té dos portals d'accés amb un escaló, i el tercer aiguavés, que està dividit en tres cossos, té un arc i una columna amb capitell ornamental. A l'esquerra hi ha un portal pel qual s'accedeix a la sagristia mitjançant un passadís, al costat un altre portalet elevat que dona a una estança, seguit d'un banc de marès que fa angle recte, ja que segueix la forma de la raconada. Un portal posterior dona a la portassa. La coberta és de volta amb estucat. L'escala que dona a les dependències està separada per un arc; pujant hi ha un quadre amb l'aparició de la Mare de Déu de Lourdes. Davall l'escala, hi ha el portal del celler.